# یهوه‌پرستی

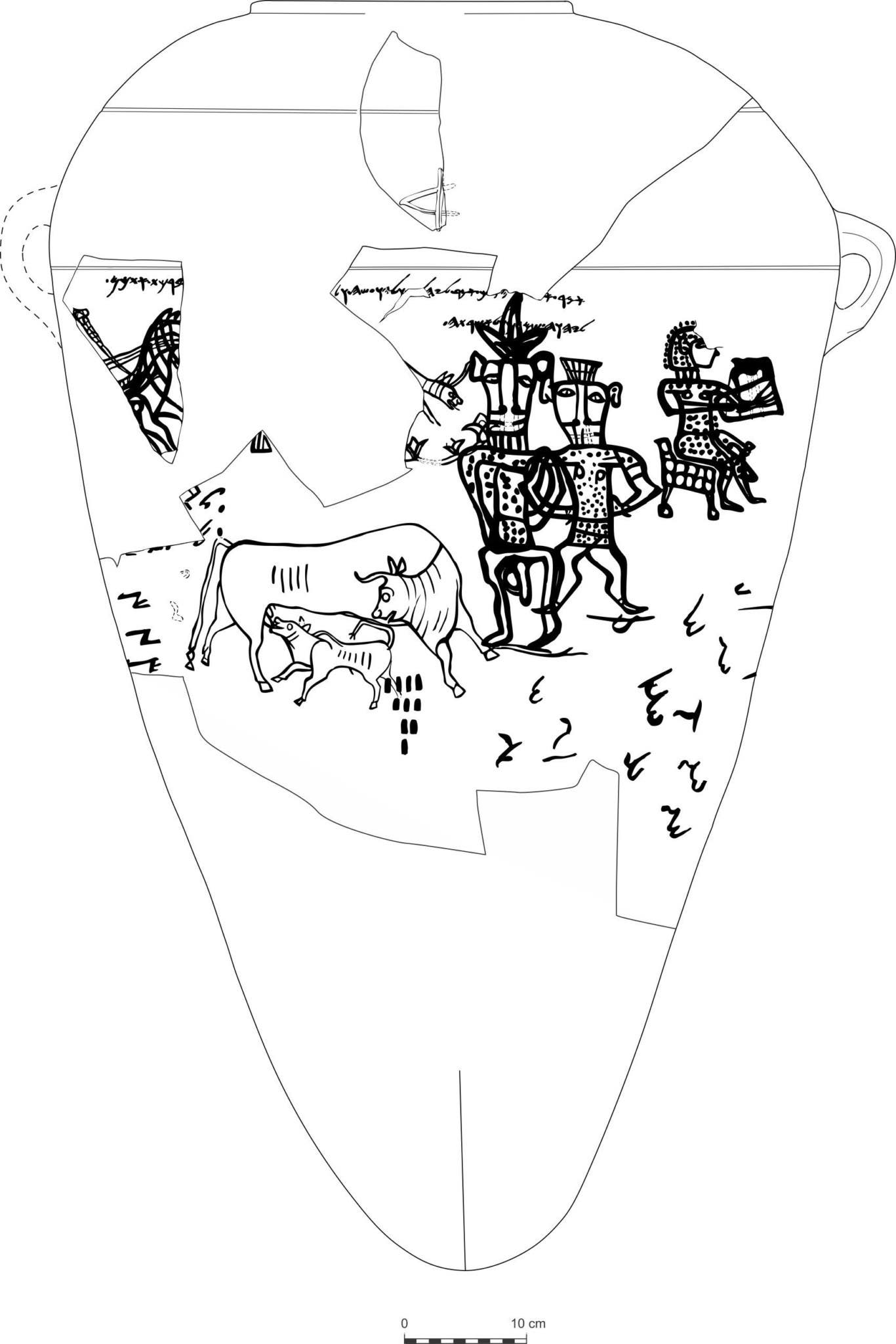
کوزه‌ای که بر روی آن نوشته شده «یهوه و اشیره او.» احتمالاً این دو خدا در نقش بس، یکی از خدایان مصر باستان، نشان داده شده‌اند.

یهوه‌پرستی دین اسرائیل باستان بود و بر پرستش خدایی به نام یهوه متمرکز بود. یهوه یکی از خدایان کنعان بود که قسمت جنوبی آن بعداً سرزمین اسرائیل نامیده شد. یهوه‌پرستی دینی تک‌پرستانه بود و به صورت همزمان با دین چندخدایانه کنعانی وجود داشت. یهودیت که دینی یکتاپرستانه است، از دل یهوه‌پرستی تکامل پیدا کرده‌است.
علی‌رغم اینکه یهوه در مرکزیت یهودیت امروزی و یهوه‌پرستی قرار دارد اما میان این دو نظام دینی تمایزهای واضحی وجود دارد. یهوه‌پرستی (برخلاف ادیانی که ریشه در آن دارند) ماهیتی یک‌ازچندپرستانه/تک‌پرستانه دارد. در این دین یهوه خدای ملی اسرائیل محسوب می‌شد اما موجودیت خدایان سامی دیگر، مانند بعل، اشیره یا عشتروت، در آن انکار نمی‌شد. هر چند، پرستش این خدایان در کنار یهوه همیشه مجاز نبوده‌است.
نحوه دقیق انتقال از یهوه‌پرستی به یهودیتِ توحیدی تا حدودی نامشخص است؛ با این حال، مشهود است که این اتفاق با تغییرات بنیادین مذهبی مثل عهدهای الیاس و اصلاحات حزقیا و یوشیا آغاز شده و تا پایان دوره اسارت در بابل (قرن ششم قبل از میلاد) به اتمام رسیده‌است؛ بعد از پایان اسارت به فرمان کوروش بزرگ، اکثریت یهودیان یهوه را تنها خدای جهان و خالق هستی محسوب می‌کردند. آغازِ پایان یهوه‌پرستی و شکل‌گیری یهودیت احتمالاً زمانی شروع شده که یهوه‌پرستان ال، خدای بزرگ کنعانیان، را با یهوه یکسان محسوب کردند. به عنوان مثال، آیه‌ای در سفر خروج در تورات حاوی جمله «و الوهیم به موسی گفت: من یهوه هستم.» است. برخی از محققان نیز اصلاحات مذهبی داوود را زمینه‌ساز انتقال از یهوه‌پرستی به یهودیت می‌دانند اما باستان‌شناسان و تاریخ‌پژوهان اختلاف‌نظرهای جدی درباره سلطنت و اعمال داوود دارند.

### کتابشناسی
- Miller, Patrick D. (2000). The Religion of Ancient Israel. Westminster John Knox Press. ISBN 978-0-664-22145-4.